# Johann Christian Ramdohr

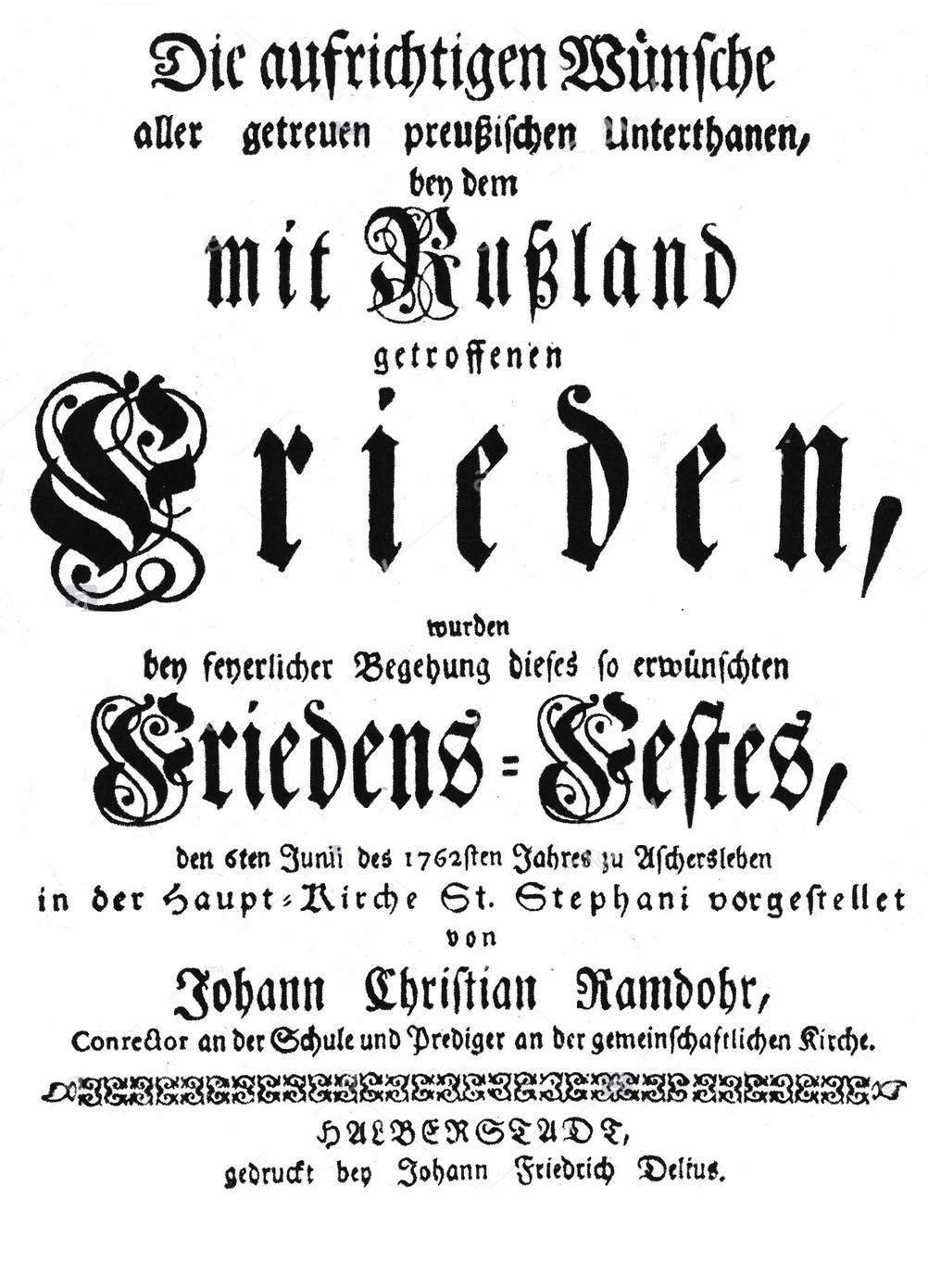
Friedensfest des Predigers Ramdohr in St. Stephani zu Aschersleben, 6. Juni 1762

Johann Christian Ramdohr (* 8. November 1730 in Aschersleben; † 26. Oktober 1803 in Groß Schierstedt) war ein deutscher Gymnasial-Konrektor, Pastor und Bienenzüchter.

## Herkunft
Johann Christian Ramdohr war das älteste Kind aus der 1729 geschlossenen Ehe des Ascherslebener Juristen, Bürgers und Brauherrn Johann David Ramdohr (* 15. April 1706; † 14. Februar 1742) mit Anna Elisabeth (* 11. Oktober 1704), Tochter des Lohgerbers Gottfried Rudeloff, aus Aschersleben. Er war der Onkel des Zoologen Karl August Ramdohr.

## Leben
Ramdohr besuchte das Gymnasium in Aschersleben, das sogenannte Stephaneum, zu jener Zeit, als um 1745 dessen altes Gebäude durch einen Neubau an gleicher Stelle am Stephanikirchhof ersetzt wurde. Damals war Johann Jacob Stäcker Rektor des Stephaneums. Ramdohr erhielt, nach drei Jahren Studium in Halle und zwei Jahren Tätigkeit als Hauslehrer beim Justitiar Martin Köhler in Biesenrode, 1754 eine Stelle als Subkonrektor am Stephaneum unter Stäcker. Am 23. November 1759 heiratete er seine erste Ehefrau, Johanna Christiane Louise Specht (* 19. Juli 1737 in Aschersleben; † 27. August 1791 in Groß Schierstedt), und am 21. November 1760 wurde ihr erster Sohn Friedrich Christian Carl Ramdohr geboren.
Ebenfalls im Jahr 1760 erlebte Johann Christian Ramdohr als Angehöriger der Lehrerschaft die durch den Rektor G. W. Aurbach betriebene Entfernung des 12-jährigen Gottfried August Bürger vom Stephaneum. Wohl kurz nach diesem unrühmlichen Vorgang, etwa 1762, war Ramdohr zum Konrektor am Stephaneum befördert worden, und war etwa zur gleichen Zeit Prediger an der gemeinschaftlichen Kirche am Markt. Am 6. Juni 1762 hielt er anlässlich des Friedensvertrags mit Russland die Hauptpredigt des offiziellen Friedensfests in der St.-Stephani-Kirche. Er ließ seine Rede drucken und überreichte sie für 20 Taler dem Magistrat der Stadt. Jedoch verließ Ramdohr Aschersleben bald danach und wurde am 27. November 1764 in Magdeburg ordiniert. Am 23. Dezember gleichen Jahres wurde er als Pastor in Groß Schierstedt eingeführt und blieb bis zu seinem Lebensende in diesem Amt.

## Bienenzucht

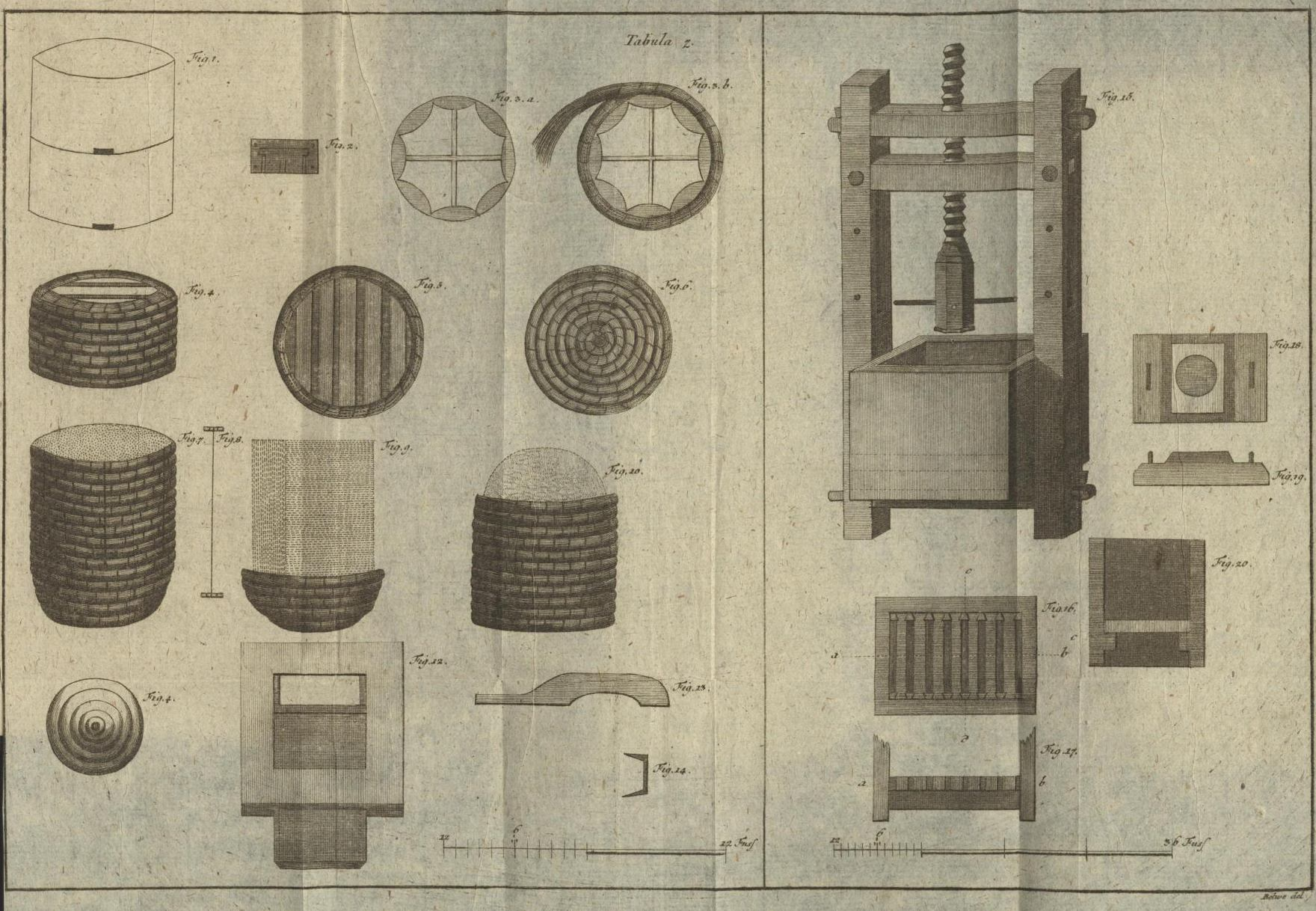
Faltblatt aus Magazin-Bienen-Behandlung (Gotha, 1812) mit Darstellung der Ramdohrschen Körbe

Etwa 1764/65 begann er mit dem Aufbau von Bienenvölkern, musste dabei aber etliche Rückschläge einstecken, bis er in der Literatur auf die Magazin-Bienenzucht aufmerksam wurde und diese mit besonderer Gründlichkeit perfektionierte. Seine Erfahrungen dabei veröffentlichte er tituliert als Ausdruck der patriotischen Gesinnung eines Predigers zunächst im Jahre 1777 als Beitrag für eine Zeitschrift und bald danach als Buch in vier Auflagen 1779, verlegt bei Carl Wilhelm Ettinger zu Gotha, 1790, 1797 und 1812. Die vierte Auflage wurde nach seinem Tod von Johann Köllner, Pfarrer zu Tüngeda, herausgegeben. Am 26. Juni 1792 hatte Johann Christian Ramdohr im Alter von fast 62 Jahren in Sandersleben die Ehe mit seiner zweiten Frau, Amalie Margarethe Rode (1751–1809), Tochter eines Kaufmanns ebendort, geschlossen, die jedoch kinderlos blieb.

## Nachkommen
Aus der ersten Ehe Johann Christian Ramdohrs mit Johanna Christiane Louise Specht (1737–1791) entsprangen:
- Johanna Dorothea Ramdohr (* 26. August 1757 in Aschersleben) ⚭ 17. Oktober 1782 mit dem Konrektor und Prediger Christoph Samuel Hügel in Aschersleben, ab 1804 Pastor in Groß-Schierstedt
- Friedrich Christian Carl Ramdohr (* 21. November 1760 in Aschersleben; † 5. Januar 1828 in Polleben bei Eisleben) Hauslehrer in Magdeburg, Pastor in Polleben 1786–1828[6]. Ebendort ließ er 1789 einen Schuttberg vom Johannis-Gottesacker abtragen, wo einst die Johanniskirche gestanden war[7]. Aus seiner Ehe mit Johanna Erdmuthe Friederica (1768–1844; Tochter des Pfarrers Andreas Valentin Leberecht Schmidt in Polleben) entsprangen 15 Kinder, u. a.
  - Friedrich Christian Carl Ramdohr (* 9. Juni 1788 in Polleben; † 16. November 1860 in Unterteutschenthal), ab 1814 Rektor in Wettin, 1820–1855 Pastor in Teutschenthal[8]
    - Friedrich Christian Carl Ramdohr (* 6. März 1825), Erzieher und Generalsekretär von Graf Henckel in Wien, Brauereibesitzer in Bruck

  - Johanna Louise Friederike Ramdohr (* 31. Januar 1791 in Polleben; † 25. August 1866 in Oberröblingen am See), Kantorsfrau in Brandenburg, Pfarrfrau in Steuden und Oberröblingen; ⚭ am 28. Januar 1814 mit Joseph Gotthilf Benjamin Liebscher (* 27. September 1786 in Polleben; † 4. September 1862 in Oberröblingen; Kantor, Musikdirektor in Brandenburg 1811–1821, später Pfarrer in Steuden und Superintendent in Oberröblingen); Aus der Ehe entsprangen Wilhelmine, Franz, Otto und Bernhard Liebscher[9].
  - Carl Gottlob Alexander Ramdohr (* 8. Dezember 1792 in Polleben; † 11. Juni 1861 in Brandenburg), war 1815 als Nationaler im freiwilligen Jägerdetachement beim 15. Infanterie-Regiment gelistet[10]; später Subrektor am Gymnasium zu Brandenburg an der Havel; ⚭ Dorothee Wilhelmine Merten (* 1803), blieb kinderlos
  - Ludwig David Ferdinand Ramdohr (* 2. März 1800 in Polleben; † 18. Januar 1880 in Eilenstedt), Kaufmann in Quedlinburg und Eilenstedt
    - August Hermann Ramdohr (* 28. Dezember 1830 in Quedlinburg; † 21. April 1885 in Darmstadt), war 1883 Major beim Train-Bat. Nr. 15 im XV. Armeekorps in Straßburg und blieb unvermählt
    - Carl Otto Ramdohr (* 30. März 1834 in Quedlinburg), Gutspächter in Russland; ⚭ mit Lousie Henke in Butardina (Russland)
      - Carl Otto Ramdohr (* 25. November 1882 in Russland)

    - Victor Carl Ramdohr (* 24. Januar 1837 in Quedlinburg), Kaufmann in Eilenstedt

  - Eberhard Friedrich Justus (* 7. Januar 1805 in Polleben; † nach 1893), war 1840 Dekan in Düben, 1844 Pastor in Söllichau, lebte 1893 in Sangerhausen
- Louisa Wilhelmina Ramdohr (* 19. Januar 1764 in Aschersleben), ⚭ 19. Januar 1785 mit Pastor Riemeyer in St. Margarethen
- Johann Heinrich Ramdohr (* 16. Februar 1766 in Groß Schierstedt; † 29. Juli 1801 Creisfeld), ab 1798 Pastor ebenda, unverheiratet
- Johann Christian Ramdohr (* 6. April 1776 in Polleben; † 9. April 1836 ebenda) Gutsbesitzer; ⚭ Marie Elisabeth Alslebe (1774–1854; Tochter des Richters und Gutsbesitzers Johann Andreas Alslebe)
  - Wilhelm Ludwig Ferdinand Ramdohr (* 3. Juli 1808 in Polleben; † 11. Februar 1835 als cand. theol.), ab 22. April 1822 in der Lateinischen Schule in Halle
  - Carl Eduard Gottlob Ramdohr (* 20. Juli 1814 in Polleben; † Februar 1879 in Halle), unverheiratet
- David Friedrich Gottfried Ramdohr (* 1. Oktober 1780; † 10. Februar 1801)

## Schriften
- Ramdohr, Johann Christian: Abriß seines Magazinbienenstandes nebst dessen Behandlung. Verlag Ettinger (Gotha, 1779)[11]
- Ramdohr, Johann Christian: Magazin-Bienen-Behandlung, 4. Auflage. Hrsg. von Johann Köllner (Gotha, 1812)[12]